# Permesso internazionale di guida
Il permesso internazionale di guida (PIG), anche come patente di guida internazionale o nella Svizzera italiana come licenza di condurre internazionale, è un documento di identità che consente al titolare di guidare un veicolo privato a motore in qualsiasi paese che riconosca tale documento.

## Descrizione
Il PIG, di dimensioni leggermente più grandi rispetto allo standard del passaporto, è sostanzialmente una traduzione ufficiale multi-lingue della patente di guida nazionale, completa di foto e dati personali.
Per essere valido, il permesso deve essere accompagnato da una patente di guida "nazionale" in corso di validità rilasciata dal proprio Stato. 

## La normativa

### La convenzione di Parigi del 1926
La Convenzione sulla circolazione degli autoveicoli, sottoscritta a Parigi il 24 aprile 1926, è la prima fonte normativa ed attualmente è applicata solamente in paesi come l'Iraq e Somalia. I permessi internazionali di guida rilasciati in base alla Convenzione del 1926 sulla circolazione degli autoveicoli sono valide anche in Liechtenstein e in Messico, che, peraltro, non ha ratificato alcuna delle successive convenzioni. Il Messico riconosce anche la patente di guida inter-americana in base alla Convenzione sul regolamento del traffico automobilistico inter-americano del 1943. Tale convenzione contiene anche regolamenti sulle licenze e sulla patente internazionale di guida nei suoi articoli VI e XIII e del suo allegato B, e quindi concede l'opportunità di utilizzare alternativamente il permesso di guida valido sulla base di una convenzione tra diversi stati sovrani. L'articolo XIII, paragrafo 2, stabilisce che: "la patente internazionale rilasciata in conformità alla convenzione internazionale del 1926 è considerata valida se soddisfa i requisiti del presente articolo" (che definisce i requisiti della patente internazionale secondo la Convenzione sul regolamento inter-americano).
Per gli stati che hanno ratificato la Convenzione del 1926 sulla circolazione degli autoveicoli, ma non hanno ratificato la successiva Convenzione di Ginevra sulla circolazione stradale del 1949 (ad esempio la Germania) o la Convenzione sul traffico stradale di Vienna del 1968 (Argentina, Cile, Egitto, Spagna, India, Irlanda, Islanda, Libano, Regno Unito, Sri Lanka, Siria, Thailandia e lo Stato della Città del Vaticano [eventualmente tramite la Santa Sede in qualità di parte contrattuale]), il numero di stati in cui la patente di guida internazionale secondo la Convenzione del 1926 sulla circolazione degli autoveicoli è valido, è più alto.
Tipi di licenza di guida in base alla Convenzione del 1926
| Classe | Descrizione                                                           |
| ------ | --------------------------------------------------------------------- |
| A      | Veicoli a motore il cui peso a pieno carico non superi i 3.500 kg     |
| B      | Veicoli a motore il cui peso a pieno carico sia superiore a 3.500 kg. |
| C      | Motocicli con o senza sidecar                                         |

### La Convenzione di Ginevra del 1949

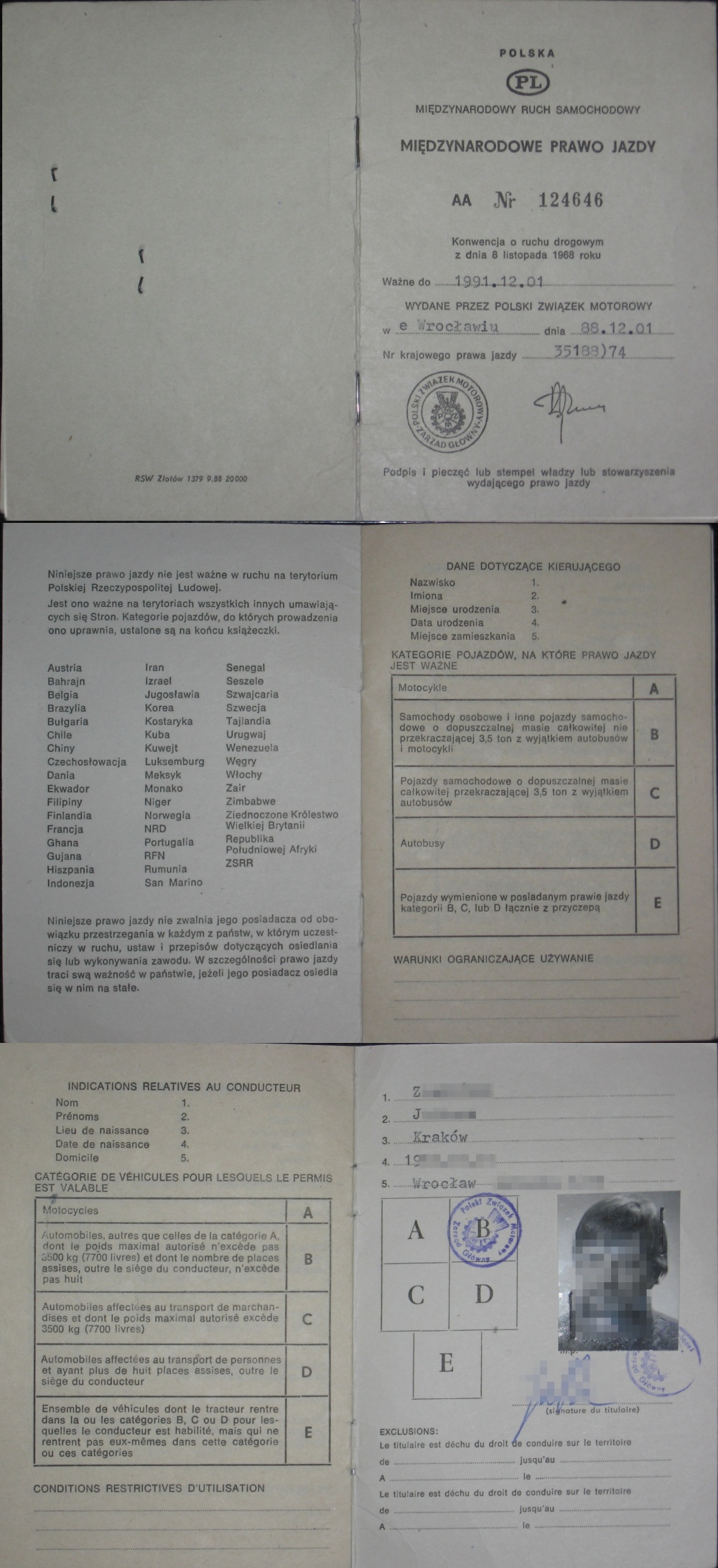
Permesso internazionale di guida rilasciato dalla Polonia (modello "Ginevra 1949")

La Convenzione sulla circolazione stradale sottoscritta a Ginevra il 19 settembre 1949 è stata ratificata da 95 Stati. La descrizione del permesso di guida e della patente di guida internazionale si trova negli allegati 9 e 10. La Svizzera ha firmato, ma non ha mai ratificato la Convenzione.
Vi è poi un accordo europeo che integra la convenzione del 1949 sulla circolazione stradale, oltre al protocollo 1949 sui cartelli e segnali stradali, concluso a Ginevra il 16 settembre 1950.
Tipi di licenza di guida in base alla Convenzione del 1949
| Classe | Descrizione |
| ------ | --- |
| A      | Motocicli, con o senza side-car, veicoli per invalidi e veicoli a motore a tre ruote con un peso a vuoto inferiore o uguale a 400 kg (900 libbre). |
| B      | Autoveicoli destinati al trasporto di passeggeri e comprendente, oltre al sedile del conducente, al massimo otto posti, o quelle impiegate per il trasporto di merci, aventi un peso massimo autorizzato non superiore a 3.500 kg (7.700 libbre). I veicoli di questa categoria possono essere accoppiati con un rimorchio leggero. |
| C      | Autoveicoli per il trasporto di merci e il cui peso massimo autorizzato sia superiore a 3.500 kg (7700 libbre). I veicoli di questa categoria possono essere accoppiati con un rimorchio leggero. |
| D      | Autoveicoli destinati al trasporto di passeggeri e comprendente, oltre al sedile del conducente, più di otto posti. I veicoli di questa categoria possono essere accoppiati con un rimorchio leggero. |
| E      | I veicoli a motore della categoria B, C, o D, come sopra autorizzati, con diverso rimorchio leggero. |

### La convenzione di Vienna del 1968 (originale)
La Convenzione sulla circolazione stradale conclusa a Vienna in data 8 novembre 1968 è stata ratificata da 72 paesi. Alcuni paesi non hanno ratificato la Convenzione, tra cui Cile, Cina, Corea del Sud, Costa Rica, Ecuador, Ghana, Santa Sede, Indonesia, Irlanda, Iraq, Israele, Giappone, Messico, Portogallo, Spagna, Thailandia e Venezuela.
La Convenzione ha ricevuto emendamenti il 3 settembre 1993 e il 28 marzo 2006. Esiste inoltre un accordo europeo che integra la convenzione sulla circolazione stradale del 1968, che si è concluso a Ginevra il 1º maggio 1971.
Prima del 29 marzo 2011 l'articolo 43 della Convenzione stabiliva che le Parti contraenti riconoscessero come valide per la guida nei loro territori:
- patente di guida nazionale redatta nella lingua nazionale o in una delle lingue nazionali, o, se non redatta in tale lingua, accompagnata da una traduzione certificata;
- patente di guida nazionale conforme alle disposizioni di cui all'allegato 6 della Convenzione;
- un documento qualsiasi di guida internazionale conforme alle disposizioni dell'allegato 7 della Convenzione.

Prima del 29 marzo 2011, l'allegato 6 e l'allegato 7 definivano forme delle patenti di guida che erano diverse da quelle definite dopo tale data. Ad ogni modo, le patenti di guida rilasciate prima del 29 marzo 2011, che corrispondano all'edizione precedente degli allegati, sono valide fino alla loro data di scadenza (articolo 43).
L'Indonesia accetta le patenti internazionali modello Vienna 1968.

### La Convenzione di Vienna del 1968

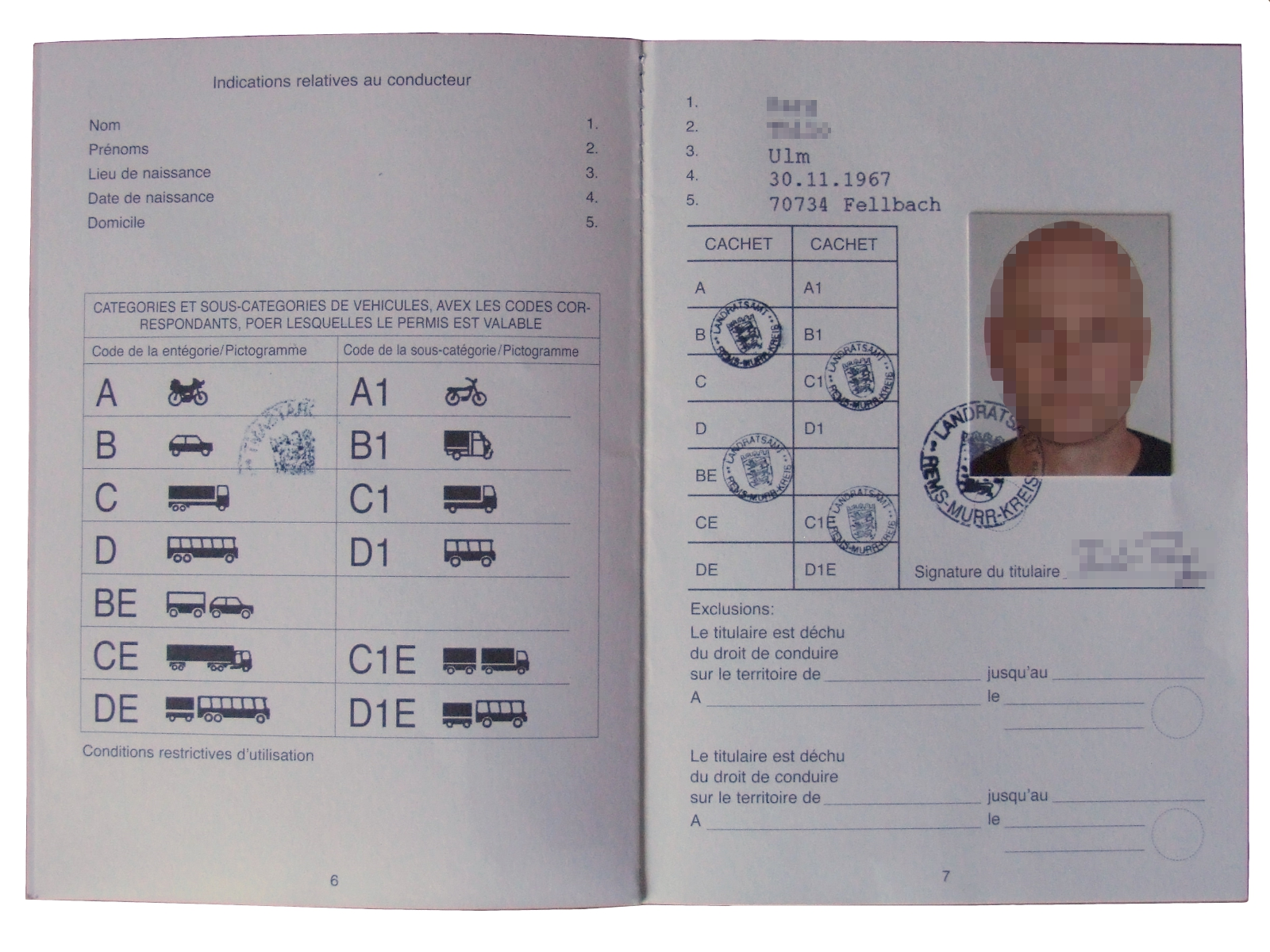
Permesso internazionale di guida rilasciato dalla Germania (modello "Vienna 1968" aggiornato)

I principali regolamenti aggiornati sulle patenti di guida sono contenuti nell'allegato 6 (patente nazionale di guida) e nell'allegato 7 (permesso internazionale di guida), entrati in vigore il 29 marzo 2011 ai sensi dell'articolo 43 della convenzione.
L'articolo 41 della Convenzione descrive i requisiti principali della patente di guida:
- ogni conducente di autoveicolo deve possedere una patente di guida;
- la patente di guida può essere rilasciata solo dopo aver superato esami teorici e pratici, che sono regolati dalla legislazione di ciascun paese;
- i paesi aderenti riconoscono come valide per la guida nei loro territori:

a) la patente nazionale di guida conforme alle disposizioni di cui all'allegato 6 della Convenzione;
b) la patente internazionale di guida conforme alle disposizioni dell'allegato 7 della Convenzione, a condizione che sia presentata accompagnata alla corrispondente patente nazionale di guida;
- le patenti di guida rilasciate da una Parte contraente sono riconosciute nel territorio di un'altra Parte contraente fino a quando questo territorio diventa il luogo di residenza normale del loro titolare;
- tutto quanto sopra non si applica alle licenze provvisorie degli aspiranti patentati;
- il periodo di validità di una licenza internazionale non può essere superiore a tre anni dalla data del rilascio o fino alla data di naturale scadenza della patente di guida nazionale, se anteriore;
- le parti contraenti possono rifiutarsi di riconoscere la validità delle patenti di guida per le persone minori di diciotto anni o, per le categorie C, D, CE e DE, minori di ventuno anni di età;
- la patente di guida internazionale può essere rilasciata solo dalla parte contraente nel cui territorio il titolare ha la propria residenza normale e che ha rilasciato la patente nazionale di guida o che ha riconosciuto la patente di guida rilasciata da un'altra Parte contraente; essa non è valida per l'utilizzo in quel territorio.

## Nel mondo
Questa è la mappa dei paesi che riconoscono la patente di guida internazionale, in base alla convenzione di Ginevra del 1949:

Paesi aderenti alla Convenzione di Ginevra del 1949
Paesi non aderenti, ma che accettano il Permesso internazionale di guida

     Paesi aderenti alla Convenzione di Ginevra del 1949
     Paesi non aderenti, ma che accettano il Permesso internazionale di guida